# Kazumasa Takagi
Kazumasa Takagi (født 17. december 1984) er en japansk fodboldspiller, som spiller for den japanske fodboldklub Kamatamare Sanuki.